# 吉田真希子 (陸上選手)
吉田 真希子（よしだ まきこ、1976年7月16日 - ）は、日本の元陸上選手。福島県郡山市出身。福島県立安積女子高校（現在の福島県立安積黎明高等学校）卒業後、福島大学に進学し川本和久の指導を受けて卒業。ナチュリルアスリートクラブを経て、東邦銀行所属。

## 経歴
高校時代は実績がなかったが、その後日本記録を7回更新した。
2001年の東アジア大会では、4×400mR日本チーム（杉森・柿沼・信岡・吉田）の4走を務め、3分33秒06の日本記録（当時）を樹立。
2003年6月8日、日本選手権にて、女子400メートルハードルの日本記録（当時）55秒89を樹立。この大会では400mとの2冠を達成している。
2005年のアジア選手権では4×400mR日本チーム（木田・丹野・久保倉・吉田）のアンカーを務め、3位入賞。
2007年の国際グランプリ大阪大会では4×400mR日本チーム（木田・丹野・久保倉・吉田）の4走を務め、3分30秒53の日本記録（当時）を樹立。
2014年11月の日本選手権を最後に現役を引退。

## 記録
- 400m - 53秒20 （2003年6月7日）
- 400mH - 55秒89 （2003年6月8日、日本歴代2位）